# Levantamiento de potencia adaptado
El levantamiento de potencia adaptado es un deporte derivado del levantamiento de potencia, practicado por personas con discapacidad física. Está regulado por el Comité Paralímpico Internacional. Forma parte del programa paralímpico desde la edición de Nueva York y Stoke Mandeville 1984.